# Jan Rulf
Jan Rulf (3. března 1952 Praha – 2. dubna 1997 Praha) byl český archeolog a zástupce ředitele Archeologického ústavu AV ČR, Praha, bratr básníka Jiřího Rulfa a vnuk diplomata a ministerského rady Stanislava Brandejse.
Po absolvování základní školní docházky na FZŠ Drtinova (dříve ZŠ N. Belojannise) a maturitě na Gymnáziu Na Zatlance vystudoval prehistorii a historii na Filozofické fakultě UK. Působil jako archeolog se zaměřením na období staršího neolitu – první zemědělce v České republice. Podílel se na práci a vedení expedice v Bylanech (evropsky proslulé terénní základně pro výzkum neolitu konstituované archeologem Bohumilem Soudským). V roce 1983 publikoval disertační práci, jejímž prostřednictvím se zařadil k zakladatelům environmentální archeologie v českém prostředí a ideově ovlivnil soudobou generaci badatelů. Zabýval se také využitím počítačů v archeologické praxi. Účastnil se řady odborných konferencí ve Velké Británii, Německu, Polsku či Rusku. V letech 1989–1990 za přispění nadace Alexander von Humboldt-Stiftung byl na studijně-pracovním pobytu na univerzitě v německém Saarbrückenu. Po roce 1990 vykonával funkci zástupce ředitele Archeologického ústavu AV ČR, Praha. Zemřel v roce 1997. Kolegové a přátelé na jeho počest pojmenovali soutěž mladých archeologů Cena Jana Rulfa.

## Dílo
- odborné studie a příspěvky v archeologických a historických periodikách
- Přírodní prostředí a kultury českého neolitu a eneolitu (Památky archeologické 74, 1983, str. 35–95)
- Středoevropské neolitické rondely (Dějiny a současnost. č. 6, 1992)
- vydání Kroniky lidstva (Fortuna Print, 1992) (člen překladatelsko-autorského týmu českého vydání)
- Die Elbe-Provinz der Linearbandkeramik (Archeologický ústav AV ČR Praha, 1997)
- Dějepis 6: pravěk a středověk: pro 6. ročník základní školy a 1. ročník osmiletého gymnázia (společně s Veronikou Válkovou) (SPN, 2000)